# ロベール・ド・ボロン
ロベール・ド・ボロン（Robert de Boron, 写本によってはBourn, Beron）は12世紀後半から13世紀初期のフランスの詩人。『アリマタヤのヨセフ（Joseph d'Arimathe）』、『メルラン（Merlin）』の著者として知られる。

## 作品
ロベール・ド・ボロンは現存する二編の八行連詩『アリマタヤのヨセフの聖杯物語』と『メルラン』の著者である。後者は断片しか残っておらず、後期の写本では散文で書かれている。二編の詩は、『ペルスヴァル』とともに三部作（あるいは『アルテュ（アーサー王）の死』を加えて四部作）を構成していたと考えられている。ロベールの他の作品に文体と内容が似る『ディド・ペルスヴァル（Didot Perceval）』は失われた部分を散文化した作品である可能性がある。
ボロンは聖杯伝説にキリスト教的側面を明確に与えた最初の著者である。彼によると、アリマタヤのヨセフは十字架に架かるキリストから滴り落ちる血を聖杯（最後の晩餐に使った杯）で受けたという。ヨセフの一族が聖杯を西方のアヴァロンの谷（グラストンベリー）に持ち込み、詩人たちがその地をアヴァロンに作りかえた。彼らはそこでアーサーが生まれ、パーシヴァルが来るのまで聖杯を守っていたという。また、ロベールは漁夫王をアリマタヤのヨセフの義兄弟としている。